# Escatología judía
La escatología judía es el área de la teología judía que se ocupa de acontecimientos que tendrán lugar al final de los días y de conceptos relacionados. Esto incluye la reunión de la diáspora judía exiliada, la venida del Mesías judío, la vida después de la muerte y la resurrección de los muertos. En el judaísmo, el final de los tiempos suele denominarse «final de los días» (aḥarit ha-yamim, אחרית הימים), frase que aparece varias veces en el Tanaj.
Estas creencias han evolucionado con el tiempo y, según algunos autores, hay evidencia de la creencia judía en una vida después de la muerte personal que incluye recompensa o castigo y a la que se hace referencia en la Torá.
La escatología judía tiene que ver con el Mashíaj (Mesías) y Olam Haba (en hebreo, «el mundo venidero»):

Rabí Yochanan dijo, a quienquiera que haga una bendición en una taza llena se le otorga una herencia ilimitada, como dice el verso, '... y completo de la bendición de Hashem. Tomar posesión del mar [oeste] y del sur '. Rabí Yosi bar Chaninah dijo que merece y hereda ambos mundos, este mundo y el mundo venidero

La palabra hebrea Mashíaj (o משיח Mashíaj) significa el ungido y se refiere a un ser humano mortal. 
El Mundo Venidero es el lugar donde la importancia de comer y beber no prevalece sino que es el mérito que es "bien". Esto significa que el Mundo Venidero se adapta perfectamente al deseo del alma de unificarse (Yejidah) con Dios:

Cuando cumplimos los preceptos de la Torá obtendremos todas las bondades de este mundo ... Si sirven a Hashem con alegría y cuidan Su camino, Él les concederá estas bendiciones y alejará las maldiciones, hasta que puedan ustedes profundizar y dedicarse a la Torá a fin de que merezcan la vida en el Mundo Venidero y que les vaya bien en el mundo en el que todo es bien, y que se les alarguen los días en el mundo que es eterno. Y así merecerán los dos mundos: una buena vida en este mundo, que los llevará a la vida en el Mundo Venidero
Maimonides

En el judaísmo, el Mesías es un descendiente del rey David HaMelej, que traerá una era mesiánica de la paz y la prosperidad de Israel y todas las naciones del mundo. La descripción de los eventos es como sigue:
- Todo el pueblo de Israel volverá a la Torá.
- El pueblo de Israel volverá a la tierra de Israel.
- El Gran Templo de Jerusalén será reconstruido.
- Israel vivirá de igual a igual entre las naciones, y será lo suficientemente fuerte como para defenderse.
- La guerra, el odio y el hambre van a terminar, y una era de paz y prosperidad vendrá sobre la tierra.

## El Mashíaj ben David y el Mashíaj ben Yosef
El rabino de Rižin contó cómo la gente en Jassy, después del sermón del rabino de Apta, habló mal de él. Luego añadió: «En cada generación hay hombres que murmuran contra el zadik y miran de reojo a Moisés. Porque el rabino de Apta es el Moisés de su tiempo." Se detuvo y al cabo de un rato empezó a hablar de nuevo: «Hay dos clases de servicio y dos clases de zaddikim. Algunos sirven a Dios con enseñanza y oración, otros con comida, bebida y alegría terrenal, para elevar todas estas cosas a la santidad. Estos son los que se rumorean. Pero Dios los creó así porque quiere que los hombres no queden prisioneros de sus apetitos, sino que se vuelvan libres en ellos. Y ésta es precisamente la tarea de esos zaddikim: hacer libres a los hombres. Esos otros son los señores del mundo visible, estos del mundo secreto. Se les revelan secretos y sueños, como le sucedió a José1 que rizó sus hermosos cabellos y sirvió a Dios con las alegrías de este mundo". En otra ocasión habló sobre este versículo de los Salmos: "El cielo es el cielo de Dios, y la tierra que él ha dado a los hijos de los hombres", y dijo: "Hay dos clases de zaddikim. Algunos estudian y oran todo el día y se mantienen libres de todas cosas bajas para alcanzar la santidad. Los demás no piensan en sí mismos, sino sólo en elevar hacia Dios las chispas santas que han caído en todas las cosas, y se preocupan por todas las cosas bajas. Aquellos que se preparan todo el tiempo para el cielo son llamados cielo en el versículo y se han retirado a Dios. Estos, sin embargo, son la tierra que es dada a los hijos de los hombres."

La figura original del Mesías de la dinastía real de David va acompañada de la de Mashíaj ben Yosef, ambos Tzaddikim perfectos. Maimónides ya explica que es probable que el Mashíaj tenga que afrontar la muerte... además la tradición jasídica ya había identificado un potencial redentor en el Rebe Najman de Breslov, obviamente además de las herejías consideradas tales por los judíos más rigurosos en la tradición religiosa a lo largo de la historia; incluso hay historias de grandes maestros judíos que se pensaba que representaban al Mashíaj... y son reconocidos como judíos sabios, es decir Jajamim, aún hoy incluso en el judaísmo más fiel.
Es evidente que la comparación entre dos Mashiaj es bastante difícil en la tradición exegética o teológica y escatológica judía: así, en lugar de predecir una comparación proyectada al futuro, ciertamente con muchas perplejidades, ya las fuentes bíblicas: Yosef es el Tzadik por definición, hijo predilecto del tercer patriarca Jacob que, después de Abraham e Isaac, incluso representa la redención para los dos primeros patriarcas precisamente porque solo tuvo hijos Tzaddikim y porque tenía el nombre de "Israel"; el rey David ya era reconocido como santo, en hebreo "Kadosh", elevado por encima de todo el pueblo, precisamente como regente del divino reino judío. Incluso volviendo a los orígenes del pueblo judío, Moisés también es señalado “como rey del pueblo judío” y no sólo un guía como Jefe de todos los Profetas (Pirkei Avot). Luego también es Aarón, el primer Sumo Sacerdote de la historia judía desde el Éxodo... ungido y la unción es el sello espiritual y teológico de la elección del rey judío entre el pueblo de la religión judía. Así, la coexistencia de las figuras teológicamente puras, rectas, santas y elegidas más eminentes, con dones y virtudes incomparables, ya está presente en el Tanaj.